# 姚名达
姚名达（1905年3月16日—1942年7月7日），字达人，后改名显微（废姓），江西兴国人，中华民国历史学家、目录学家。在清华国学研究院就读时，受业于梁启超，立志研究中国史学史。后来先后在上海暨南大学、江西国立中正大学任教，致力于史学史研究，在目录学领域则有“中国现代目录学之父”之称。在上海期间，受一·二八事变影响，从书斋走向社会运动，与妻子黄心勉共同创办女子书店和《女子月刊》，热心于妇女运动。中國抗日戰爭期間，浙赣会战爆发后，组织国立中正大学战地服务团，奔赴前线，在新淦县石口村遇日軍，与学生吴昌达一同被日軍所殺。

## 生平
清光绪三十一年二月十一（1905年3月16日），出生于江西省兴国县城南竹坝村，父亲姚舜生，母亲徐才琳。乳名侠生，6岁开始识字后更名姚名达。1920年，按照旧式婚制与同县黄心勉结婚，随后转至赣州第四中学校念书。
1924年，父亲卖掉家中田地，供姚名达进入上海南洋公学求学。1925年，姚名达考入位于北京的清华国学研究院，很快就在梁启超的影响下，立志研究中国史学史。1926年，以《邵念鲁年谱》和《章实斋之史学》为论文，获准毕业，随后申请留院继续研究。1928年，从国学院毕业，继续留院，研究中国史学史并为梁启超整理史籍。
1929年，梁启超病逝后，姚名达举家南下上海，任职于商务印书馆。1932年，一·二八事变爆发，商务印书馆印刷总厂及姚名达住所都毁于日军炮火，大量书稿和参考资料全部毁去。在不久后与胡适的通信中，姚名达表达了自己的思想转变，从“纸上工夫”转向“政治和社会运动”。同年，先与妻子黄心勉共同开办女子书店，后从商务印书馆辞职，受聘于暨南大学。1933年，创办《女子月刊》。1935年，黄心勉病逝。
1937年，因淞沪会战，姚名达携母亲、女儿和未婚妻巴怡南返回江西老家。1940年，国立中正大学于江西省战时省会泰和县成立，姚名达应校长胡先骕聘请，任教于文史系，后改任研究部研究教授。这一时期，姚名达弃姓改名为显微，取自《中庸》。尽管废姓，但习惯上仍冠姚姓而称之。
1942年，浙赣会战爆发后，国立中正大学组织师生组成战地服务团，校长胡先骕任名誉团长，姚显微任团长。战地服务团的工作包括调查战地军情、民情，开展宣传演出，免费看病配药，为士兵代写书信，等等。7月7日，战地服务团在侵华日军进攻中走散，姚显微等一队10人在新淦县石口村过夜，被日军包围。姚显微和学生团员吴昌达为掩护他人撤退，與日軍衝突並遭到日军杀害。后在中正大学为两人举行了公祭、公葬和追悼大会。

## 紀念
1987年，姚名达被中华人民共和国民政部追认为革命烈士。1990年，江西师范大学（前身即中正大学）50周年校庆，在校园内修筑“显微亭”作为纪念。1995年，姚名达遗骸骨灰从泰和县杏岭（中正大学旧址）迁葬至江西师大显微亭。:142-1442002年，原全国人大常委会副委员长、中正大学校友会名誉会长雷洁琼为姚名达题辞“抗战捐躯教授第一人”。2014年，第一批著名抗日英烈和英雄群体名录公布，姚显微（姚名达）名列其中。

## 贡献